# Солфорд
Солфорд (енгл. Salford, City of Salford)је град у Уједињеном Краљевству у Енглеској. Солфорд се налази на меандру реке Ирвел која чини источну границу ка Манчестеру. Према процени из 2007. у граду је живело 69.853 становника. Број становника шире области је 2010. процењен на 218.000. У области Солфорда су и градови Еклс (Eccles), Свинтон-Пендлбери (Swinton-Pendlebury), Вокден (Walkden) и Ерлам (Irlam) (сви сем Ерлама имају више од 35.000 становника). Данашње границе области Солфорд настале су 1972. уједињењем пет локалних управних јединица. Неки делови града су густо насељени и веома индустријализовани. Око трећине градске површине је сеоско подручје.
Историја овог насеља сеже у доба неолита. Од 13. века и стицања првих градских привилегија, Солфорд је био значајније насеље од суседног Манчестера. Иако у сенци Манчестера, град се нагло развио у доба индустријске револуције. Основ развоја били су текстилна индустрија и лучка постројења. Солфорд је стекао статус града 1926. Значај старих индустријских грана је опадао све до њиховог гашења 1990-их и од тада се солфордска привреда развија на другачијим основама.
У Солфорду је 1967. основан Универзитет Солфорд, као наследник Краљевског техничког института који је основан 1896.

## Становништво
Према процени, у граду је 2008. живело 69.853 становника.
| 1981.  | 1991.  | 2001.  |
| ------ | ------ | ------ |
| 96.525 | 79.755 | 72.750 |

## Партнерски градови
- Линен
- Нарбон
- Сент Уан